# Benoît Cheyrou
Pour les articles homonymes, voir Cheyrou.
Benoît Cheyrou, né le 3 mai 1981 à Suresnes, dans le département des Hauts-de-Seine, est un footballeur français qui évolue au poste de milieu de terrain dans les années 2000 et 2010.
Champion d'Europe des moins de 19 ans en 2000 et vainqueur du championnat de France de Ligue 2 avec le LOSC cette même année.
Il remporte également la Coupe de France en 2005 avec l'AJ Auxerre.
Il est un des joueurs les plus capés de l'histoire de l'Olympique de Marseille dont il est le vice-capitaine de 2009 à 2014. Avec ce club, il remporte la Ligue 1 en 2010, trois Coupes de la Ligue en 2010, 2011 et 2012, ainsi que le Trophée des champions en 2011.
Il a ainsi remporté les cinq principaux titres nationaux du football français : Ligue 1, Ligue 2, Coupe de France, Coupe de la Ligue et Trophée des champions. Il est par ailleurs élu membre de l'équipe-type de Ligue 1 aux trophées UNFP en 2008, 2009 et 2010.
Avec le Toronto FC, il remporte deux championnats canadiens en 2016 et 2017, ainsi que la Coupe MLS et le Supporters' Shield en 2017.
En 2017, Benoît Cheyrou annonce sa retraite sportive après dix-neuf saisons pro.
Il est depuis août 2021 consultant Ligue 1 pour la plateforme Amazon Prime Video.
Son frère Bruno Cheyrou (1978-), est également footballeur.

## Parcours

### Formation au Lille OSC (1999-2004)
Benoît Cheyrou joue son premier match professionnel en deuxième division avec le Lille OSC le 3 septembre 1999 contre le Toulouse FC, saison à l'issue de laquelle le club remonte en première division en terminant champion de France de Ligue 2.  
Le 6 septembre 2000, Cheyrou dispute son premier match en D1 à Bastia en remplaçant Johny Ecker mais reste dans l'ombre de son frère Bruno Cheyrou. Le 4 novembre suivant, il est titularisé pour la première fois en première division contre les Girondins de Bordeaux alors que son frère est sur le banc.  
C'est à partir de la saison 2001-2002 que sa carrière décolle véritablement, avec notamment quatre matchs disputés en Ligue des champions. Après le départ de son frère pour Liverpool en 2002, Benoît Cheyrou prouve son talent dans le Nord en devenant titulaire les deux saisons suivantes et devient dans le même temps capitaine de l'équipe de France espoirs.
Le 10 août 2002, il marque son premier but en professionnel contre l'Olympique de Marseille seulement trois minutes après son entrée en jeu, lors d'une victoire trois à zéro. Durant cette saison, il devient titulaire indiscutable et dispute trente-neuf matchs toutes compétitions confondues.

### AJ Auxerre (2004-2007)
En 2004, Benoit Cheyrou répond favorablement à Guy Roux et rejoint l'AJ Auxerre pour continuer sa progression. Il joue son premier match sous le maillot bourguignon à Lille, lors de la première journée de Ligue 1, contre son ancien club qu'il vient tout juste de quitter, dans le stade où il vient de jouer 5 saisons. Il gagne sa place de titulaire dès la première saison. En Bourgogne, il marque plus de buts, dont le premier à Gerland le 27 novembre 2004, joue la Coupe UEFA trois années de suite et devient très vite le capitaine de l'équipe auxerroise. En 2005, le club remporte la Coupe de France en battant le CS Sedan en finale (2-1), mais perd contre l'Olympique lyonnais lors du Trophée des Champions (1-4).  
Les deux saisons suivantes, il est un membre important de l'effectif et un titulaire indiscutable. En trois saisons, il prend part à 131 rencontres et marque huit buts. 

### Olympique de Marseille (2007-2014)
En 2007, il signe un contrat de quatre ans en faveur de l'Olympique de Marseille, la transaction s'élevant à 5 millions d'euros. Il joue son premier match avec l'OM le 4 août suivant contre le RC Strasbourg. Après un début de saison difficile, il devient une pièce indispensable de l'entre-jeu marseillais. Il marque son premier but avec l'OM le 16 décembre de la même année contre les Girondins de Bordeaux. Il joue 49 rencontres toutes compétitions confondues lors de la première saison et le club termine à la 3e place du championnat. En fin de saison, grâce à ses très bonnes performances, Benoît Cheyrou fait partie de l'équipe type de Ligue 1 aux Trophées UNFP. 
L'année suivante, les médias s'interrogent alors sur l'opportunité d'une sélection en équipe de France. Éric Gerets, l'entraîneur de l'OM, affirme que Cheyrou pourrait constituer un maillon fort chez les Bleus. Il joue pour la première fois de sa carrière les quarts de finale de Coupe UEFA mais s'incline face au Chakhtar Donetsk. Lors de cette saison 2008-2009, l'OM joue le titre de champion de France avec les Girondins de Bordeaux mais termine vice-champion de France. Benoît Cheyrou, qui est un pion essentiel dans le dispositif d'Eric Gerets, fait partie de l'équipe type de Ligue 1 pour la deuxième année consécutive. Il est élu meilleur joueur olympien à l'issue de cette saison.
En 2009, il est nommé vice-capitaine par Didier Deschamps, nouvel entraîneur des marseillais, derrière Mamadou Niang. Cheyrou prolonge son contrat de deux saisons en août 2009, son nouveau contrat courant jusqu'en 2013. Pour nombre de journalistes, il est l'un des meilleurs joueurs de l'OM,. Le 25 février 2010, il est convoqué pour la première fois par Raymond Domenech et fait partie de la liste de 23 joueurs sélectionnés en équipe de France pour disputer une rencontre amicale contre l'Espagne, mais n'entre cependant pas en jeu. Cette année-là, il est champion de France avec l'OM après avoir remporté la Coupe de la Ligue contre Bordeaux (3-1).

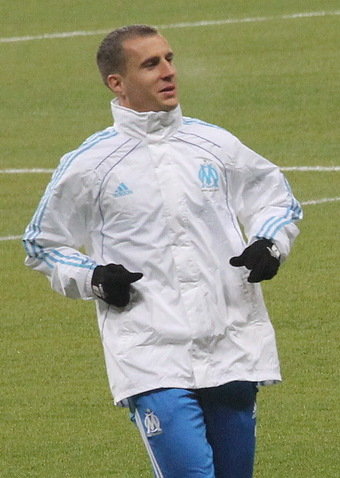
Benoît Cheyrou lors d'un échauffement avec l’Olympique de Marseille en 2010.

La saison 2010-2011 commence par une victoire de l'OM lors du Trophée des champions mais Cheyrou ne rentre pas en jeu. Lors de la phase de poules de la Ligue des champions 2010-2011, il termine troisième meilleur passeur et le club se qualifie en huitième de finale mais sera éliminé à ce stade par Manchester United d'un petit but lors du match retour à Old Trafford après un match nul à l'aller. Il remporte de nouveau la Coupe de la Ligue contre le Montpellier HSC avant d'être une nouvelle fois vice-champion de France.
La saison suivante commence de la même manière que la précédente avec une victoire en Trophée des Champions contre son ancien club lillois sur le score fleuve de cinq buts à quatre. Le club atteint de nouveau les huitième de finale de Ligue des champions et vient à bout de l'Inter Milan grâce au but à l'extérieur et atteint les quarts de finale de la compétition mais sera éliminé par le Bayern Munich après deux défaites. Il remporte une troisième coupe de la ligue consécutive après une victoire en prolongation face à l'Olympique lyonnais.
Lors de la saison 2012-2013, Benoît Cheyrou joue moins, régulièrement concurrencé dans l'entre-jeu marseillais. Il reste cependant fidèle à l'Olympique de Marseille, devenant ainsi l'un des joueurs les plus anciens du club. Il est vice-champion de France pour la troisième fois de sa carrière. La saison suivante est du même acabit, il est moins utilisé mais reste un joker important de l'effectif marseillais et entre régulièrement en jeu.
Mis à l'écart du groupe professionnel en début de saison 2014-2015 et après être passé devant le conseil des Prud'hommes, Benoît Cheyrou annonce la résiliation officielle de son contrat avec l'OM le 30 octobre 2014, et devient alors libre de tout engagement.

### Toronto FC (2015-2017)
Après plusieurs mois sans club, il s'engage le 29 janvier 2015 avec la franchise canadienne du Toronto FC, en Major League Soccer. Son arrivée fait suite à des échanges entre Laurent Courtois et l'entraîneur de la formation ontarienne Greg Vanney, tous deux ayant joués en Ligue 1. Sur le terrain, il est associé à l'international américain Michael Bradley dans l'entre-jeu torontois. Il joue sa première rencontre sous le maillot du Toronto FC le 7 mars 2015 contre les Whitecaps de Vancouver en tant que titulaire, rencontre comptant pour la première journée de Major League Soccer. Moins d'un mois plus tard, il marque son premier but sur le continent nord-américain contre le Fire de Chicago sur une passe décisive de Sebastian Giovinco (défaite 3-2). Le 14 mai 2015, il marque en demi-finale retour du Championnat canadien face à l'Impact de Montréal mais son club est éliminé. En MLS, la franchise termine finalement sa saison 2015 en sixième position de la conférence Est mais est ensuite éliminée dès le premier tour des séries éliminatoires contre le rival montréalais.
La saison suivante, il remporte le championnat canadien face aux Whitecaps de Vancouver en étant élu meilleur joueur du tournoi, avant d'atteindre la finale de la Major League Soccer en 2016, battu par les Sounders FC de Seattle après avoir éliminé l'Impact de Montréal en finale de conférence. En fin de contrat, le club décide de ne pas activer l'option comprise dans son contrat pour une année supplémentaire avant d'annoncer un mois plus tard avoir trouvé un accord avec le joueur.
Le 21 décembre 2017, Cheyrou annonce qu'il met un terme à sa carrière de joueur.

## Reconversion (depuis 2018-)
Il rejoint RMC Sport en 2018 pour couvrir la Ligue des champions, la Ligue Europa et la Premier League.
En août 2020, il rejoint la chaîne Téléfoot pour commenter les matchs de Ligue 1 et de la Ligue des champions.
En mars 2021, il rejoint le groupe Canal Plus comme consultant pour présenter le Multifoot.
Le 31 mai 2021, Benoît Cheyrou rejoint la chaîne L'Équipe en tant que consultant pour l'Euro. Il apporte son expérience du terrain et sa vision du jeu dans « 13h Smaïl ». 
De 2021 à 2024 il est consultant Ligue 1 pour la plateforme Amazon Prime Video, où il commente et analyse les matches aux côtés de Julien Brun ou Smail Bouabdellah. 
Et depuis août 2024, il rejoint le nouveau diffuseur de la Ligue1, DAZN.  

## Statistiques
| Saison                | Club                   | Championnat           | Championnat | Championnat | Coupe nationale | Coupe nationale | Coupe de la Ligue | Coupe de la Ligue | Supercoupe | Supercoupe | Compétition(s) continentale(s) | Compétition(s) continentale(s) | Compétition(s) continentale(s) | Séries | Séries | Total | Total |
| Saison                | Club                   | Division              | M.          | B.          | M.              | B.              | M.                | B.                | M.         | B.         | Comp.                          | M.                             | B.                             | M.     | B.     | M.    | B.    |
| 1999-2000             | LOSC Lille Métropole   | Division 2            | 11          | 0           | -               | -               | 1                 | 0                 | -          | -          | -                              | -                              | -                              | -      | -      | 12    | 0     |
| 2000-2001             | LOSC Lille Métropole   | Division 1            | 8           | 0           | -               | -               | -                 | -                 | -          | -          | -                              | -                              | -                              | -      | -      | 8     | 0     |
| 2001-2002             | LOSC Lille Métropole   | Division 1            | 23          | 0           | 1               | 0               | 1                 | 0                 | -          | -          | C1                             | 4                              | 0                              | -      | -      | 29    | 0     |
| 2002-2003             | LOSC Lille Métropole   | Ligue 1               | 31          | 1           | 3               | 1               | 2                 | 0                 | -          | -          | CI                             | 3                              | 0                              | -      | -      | 39    | 2     |
| 2003-2004             | LOSC Lille Métropole   | Ligue 1               | 27          | 1           | -               | -               | 1                 | 0                 | -          | -          | -                              | -                              | -                              | -      | -      | 28    | 1     |
| Sous-total            | Sous-total             | Sous-total            | 100         | 2           | 4               | 1               | 5                 | 0                 | -          | -          | -                              | 7                              | 0                              | -      | -      | 116   | 3     |
| 2004-2005             | AJ Auxerre             | Ligue 1               | 29          | 1           | 4               | 0               | 3                 | 0                 | -          | -          | C3                             | 8                              | 1                              | -      | -      | 44    | 2     |
| 2005-2006             | AJ Auxerre             | Ligue 1               | 35          | 2           | 2               | 0               | 2                 | 0                 | 1          | 0          | C3                             | 1                              | 0                              | -      | -      | 41    | 2     |
| 2006-2007             | AJ Auxerre             | Ligue 1               | 34          | 3           | 1               | 0               | 2                 | 0                 | -          | -          | CI+C3                          | 2+7                            | 0+1                            | -      | -      | 46    | 4     |
| Sous-total            | Sous-total             | Sous-total            | 98          | 6           | 7               | 0               | 7                 | 0                 | 1          | 0          | -                              | 18                             | 2                              | -      | -      | 131   | 8     |
| 2007-2008             | Olympique de Marseille | Ligue 1               | 35          | 2           | 2               | 0               | 2                 | 0                 | -          | -          | C1+C3                          | 5+3                            | 0+1                            | -      | -      | 47    | 3     |
| 2008-2009             | Olympique de Marseille | Ligue 1               | 34          | 3           | 2               | 0               | -                 | -                 | -          | -          | C1+C3                          | 8+6                            | 1+1                            | -      | -      | 50    | 5     |
| 2009-2010             | Olympique de Marseille | Ligue 1               | 32          | 5           | 2               | 2               | 2                 | 0                 | -          | -          | C1+C3                          | 6+4                            | 1+0                            | -      | -      | 46    | 8     |
| 2010-2011             | Olympique de Marseille | Ligue 1               | 34          | 3           | 1               | 0               | 4                 | 0                 | -          | -          | C1                             | 7                              | 0                              | -      | -      | 46    | 3     |
| 2011-2012             | Olympique de Marseille | Ligue 1               | 33          | 4           | 3               | 1               | 3                 | 0                 | 1          | 0          | C1                             | 9                              | 0                              | -      | -      | 49    | 5     |
| 2012-2013             | Olympique de Marseille | Ligue 1               | 25          | 2           | 2               | 0               | 1                 | 0                 | -          | -          | C3                             | 7                              | 0                              | -      | -      | 35    | 2     |
| 2013-2014             | Olympique de Marseille | Ligue 1               | 26          | 2           | 2               | 0               | 1                 | 0                 | -          | -          | C1                             | 4                              | 0                              | -      | -      | 33    | 2     |
| 2014-2015             | Olympique de Marseille | Ligue 1               | -           | -           | -               | -               | -                 | -                 | -          | -          | -                              | -                              | -                              | -      | -      | 0     | 0     |
| Sous-total            | Sous-total             | Sous-total            | 219         | 21          | 14              | 3               | 13                | 0                 | 1          | 0          | -                              | 59                             | 4                              | -      | -      | 306   | 28    |
| 2015                  | Toronto FC             | MLS                   | 28          | 1           | 2               | 1               | -                 | -                 | -          | -          | -                              | -                              | -                              | 1      | 0      | 31    | 2     |
| 2016                  | Toronto FC             | MLS                   | 14          | 0           | 4               | 0               | -                 | -                 | -          | -          | -                              | -                              | -                              | 3      | 1      | 21    | 1     |
| 2017                  | Toronto FC             | MLS                   | 13          | 1           | 3               | 1               | -                 | -                 | -          | -          | -                              | -                              | -                              | -      | -      | 16    | 2     |
| Sous-total            | Sous-total             | Sous-total            | 55          | 2           | 9               | 2               | 0                 | 0                 | 0          | 0          | -                              | 0                              | 0                              | 4      | 1      | 68    | 5     |
| Total sur la carrière | Total sur la carrière  | Total sur la carrière | 472         | 31          | 34              | 6               | 25                | 0                 | 2          | 0          | -                              | 84                             | 6                              | 4      | 1      | 621   | 44    |

## Palmarès

### En club
Avec le Lille OSC, il est Champion de France de D2 en 2000.
Avec l'AJ Auxerre, il remporte la Coupe de France 2005 en battant le CS Sedan 2-1 et finaliste du Trophée des champions 2005 battu 4-1 par l'Olympique lyonnais.
C'est à l'Olympique de Marseille qu'il obtient son meilleur palmarès avec six titres supplémentaires. En Ligue 1, il est champion  de France 2010 et vice-champion à trois reprises lors des saisons 2008-2009, 2010-2011 et 2012-2013. Il remporte la Coupe de la Ligue à trois reprises consécutivement en 2010 (3-1 contre les Girondins de Bordeaux), en 2011 (1-0 contre le Montpellier Hérault Sport Club) et en 2012 (1-0 contre l'Olympique lyonnais). L'OM remporte le Trophée des champions 2010, mais Cheyrou ne joue pas le match. Cependant, il remporte le Trophée des champions en 2011 (5-4 contre son ancien club du Lille OSC).
Parti au Toronto FC, il remporte le Championnat canadien en 2016 et 2017 face aux Whitecaps de Vancouver après avoir obtenu une qualification en finale à la suite d'une double confrontation contre l'Impact de Montréal. Il est également finaliste de la Major League Soccer en 2016. L'année suivante, il remporte la MLS Cup avec son club canadien.
Il remporte également le Supporters' Shield, un trophée décerné chaque année à l'équipe ayant obtenu le plus de points lors de la saison régulière de la Major League Soccer (MLS).

### En sélection
Avec l'équipe de France des moins de 18 ans, il est Champion d'Europe des moins de 19 ans 2000 en battant l'Ukraine en finale.
Il est sélectionné à 1 reprise en équipe de France face à l’Espagne, mais n’entre pas en jeu.

### Distinctions personnelles
À titre personnel, il est membre de l'équipe-type de Ligue 1 aux trophées UNFP en 2008, 2009 et 2010. En 2009, il est élu meilleur joueur de la saison par les supporters de l'OM. En fin de carrière, il est élu meilleur joueur du championnat canadien en 2016.

## Vie privée
Il est le frère cadet de Bruno Cheyrou, milieu de terrain également. Il est père de deux enfants, Inès et Gabriel Cheyrou.